# Бициклистички клуб Партизан
БК Партизан је бициклистички клуб из Београда, Србија. Клуб је основан 1947. и део је спортског друштва Партизан.

## Историја
Од сезоне 2009/10 године Партизан функционише као професионални бициклистички клуб и већ прве године свог постојања победио је на међународној бициклистичкој „Трци кроз Србију“, освојио титулу екипног првака, а његови бициклисти предвођени Жолт Дером који је у мају месецу победио и на међународној трци „Куп градоначелника“ у Москви, победили су у осам од десет трка.

## Успеси
- Национално првенство у друмској вожњи
  - Прваци (7): 1950, 1955, 1958, 2003, 2009, 2010, 2017.
- Национално првенство у брдској вожњи
  - Прваци (3): 1947, 1948, 2023.
- Национално првенство у критеријумској вожњи
  - Прваци (1): 2023.
- Национално првенство у планинском бициклизму
  - Прваци (7): 2002, 2003, 2006, 2010, 2011, 2021, 2023.
- Национални првенство у планинском бициклизму – маратон
  - Прваци (1): 2021.
- Национално првенство у крос-кантри бициклизму
  - Прваци (4): 2015, 2016, 2018, 2020.
- Национално првенство у бициклизму на писти
  - Прваци (4): 1950, 1953, 1954, 1955.
- Национални куп у планинском бициклизму
  - Освајачи (2): 2016, 2021.
- Национални куп у друмској вожњи
  - Освајачи (1): 1979.
- Национални куп у цикло-кросу
  - Освајачи (1): 2017.